# Eemswoude
Eemswoude, en frison Iemswâlde, est un hameau situé dans la commune néerlandaise de Súdwest Fryslân, dans la province de la Frise.
L'écrivain et journaliste frison Hylke Speerstra est né à Eemswoude.